# Rivian EDV
Rivian EDV – elektryczny samochód dostawczy klasy wyższej produkowany pod amerykańską marką Rivian od 2021 roku.

## Historia i opis modelu

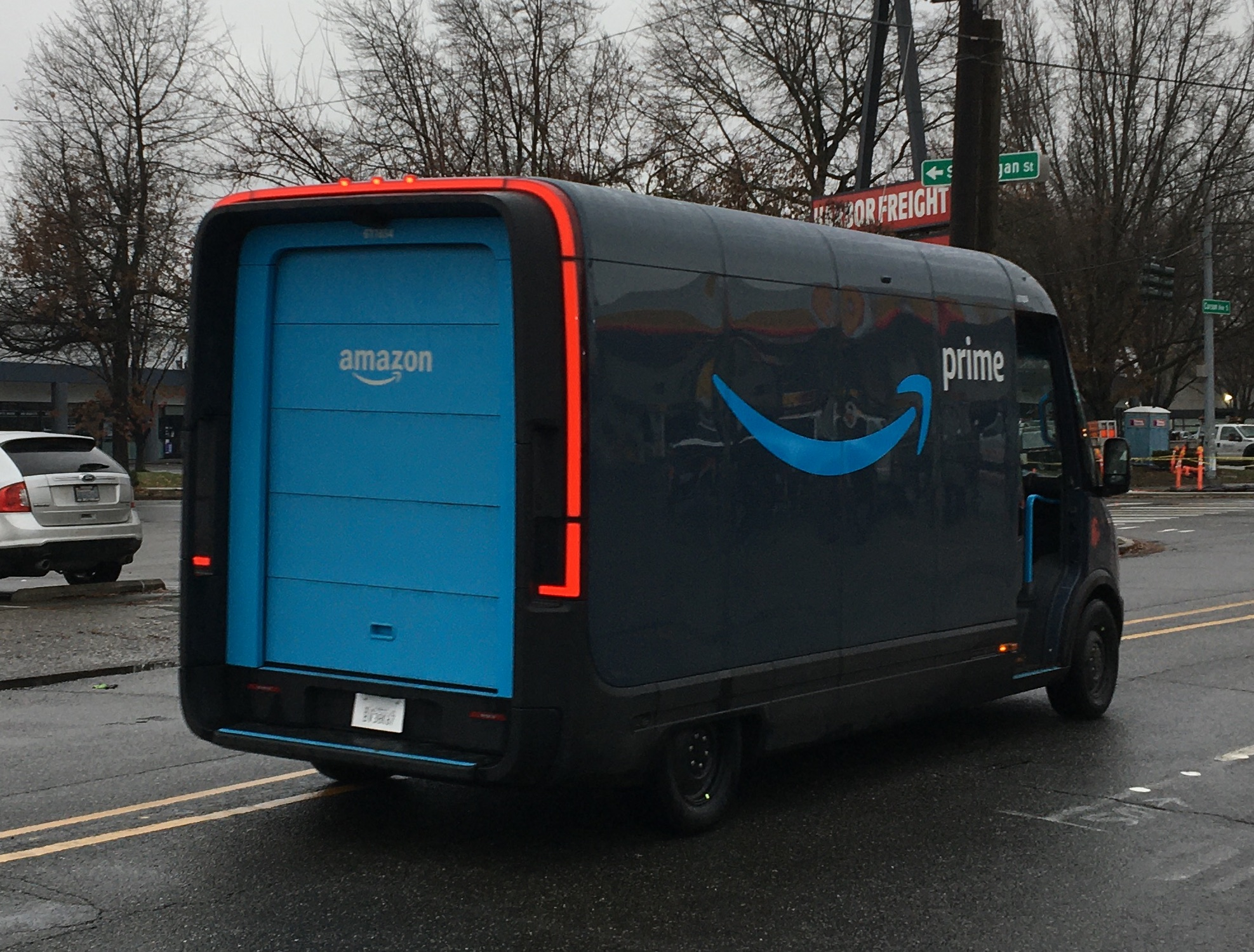
Rivian EDV - tył

Projekt elektrycznej furgonetki został zainspirowany przez amerykańskiego giganta Amazon, który jesienią 2019 roku złożył zamówienie na skonstruowanie i rozpoczęcie produkcji dużych samochodów dostawczych o napędzie elektrycznym przez startup Rivian. W tym celu zainwestowano 700 milionów dolarów, określając wstępną wielkość floty na 100 tysięcy samochodów. Wizualizacje pojazdu przekuto w gotową, przedprodukcyjną flotę pojazdów opracowaną w Plymouth, której testy drogowe rozpoczęły się w amerykańskim Los Angeles w styczniu 2021 roku. Po kalifornijskim mieście, Rivian zapowiedział prowadzenie testów przedprodukcyjnych egzemplarzy także na terenie innych, 16 amerykańskich miast. Wśród tych miast znalazło się m.in. Denver i Detroit.
Samochód przyjął charakterystyczne proporcje z nisko osadzonym pasem przednim, gdzie między okrągłymi reflektorami wykonanymi w technologii LED umieszczona została nazwa partnera - Amazon lub Prime. Wąskie i wysokie, 2-drzwiowe nadwozie wzbogaciły niewielkie koła z tylną osią częściowo przykrytą panelem nadwozia, a także wąskim, rozsuwanym oknem dostępu do zawartości przedziału transportowego w tylnej części nadwozia. Samochód dostępny będzie w trzech wariantach długości nadwozia, mogących pomieścić 14,1, 19,8 lub 25,4 metry sześcienne towaru. Samochód wyposażono w rozbudowane systemy bezpieczeństwa takie jak system automatycznego hamowania, monitorowanie ruchu poprzecznego czy asystent poruszania się w pasie ruchu.

### Sprzedaż
Za miejsce produkcji elektrycznej furgonetki obrano zakupione w 2017 roku dawne zakłady produkcyjne Diamond Star Motors w Normal w Illinois, z wyznaczonym rozpoczęciem produkcji na 2021 rok. Opatrzone oznaczeniami Amazon lub Prime, samochody produkowane są wyłącznie na potrzeby floty tej firmy. W 2022 roku wielkość floty elektrycznych furgonetek miała wynieść wstępnie ok. 10 tysięcy pojazdów, z kolei zapowiadana wstępnie liczba 100 tysięcy ma zostać osiągnięta do końca trzeciej dekady XXI wieku, do 2030 roku. Dostawy pierwszych samochodów rozpoczęły się w lipcu 2022 roku, a w listopadzie tego samego roku Amazon posiadał w swoim parku ok. 1 tysiąc sztuk elektrycznych furgonetek.

### Dane techniczne
Elektryczna furgonetka zbudowana we współpracy pomiędzy Rivianem a Amazonem została wyposażona w pełni elektryczny napęd. Producent nie przedstawił w momencie premiery szczegółowych danych technicznych - znany był wówczas jedynie przybliżony zasięg na jednym ładowaniu, określony na ok. 241 kilometrów. Wyjątkiem jest najdłuższa odmiana EDV900, która posiada mniejszy zasięg równy ok. 193 kilometrom na jednym ładowaniu. Parametry układ napędowego zostały dostosowane do specyfiki pracy furgonetek w warunkach miejskich, z zasięgiem pokrywającym średnie codzienne dystanse pokonywane podczas dostarczania przesyłek. 